# Punukcultuur
De Punukcultuur is een archeologische cultuur van Neo-Eskimo's daterend uit de periode van 600 tot 1100 AD. Ze wordt gevonden aan de kusten en eilanden van de  Beringzee, met name de zuidelijke kust van het Tsjoektsjenschiereiland en rond st. Lawrence, met slechts weinig vondsten op het vasteland van Alaska. Ze was ongeveer gelijktijdig met de noordelijkere Birnirkcultuur.
De cultuur werd voor het eerst beschreven door Henry B. Collins, na opgravingen in 1928 op de Punuk-eilanden en St. Lawrence.
De cultuur ontstond uit de Oude Beringzeecultuur, waarvan ze verschilde door het gebruik van eenvoudige benen harpoenen met een enkele zijdelingse weerhaak, meestal uit gepolijst leisteen vervaardigde stenen werktuigen, en met behulp van walvisbotten gebouwde onderkomens. Men jaagde op zeehonden en walrussen. Met behulp van grotere boten begon men walvissen te bejagen, en ook de jacht op landdieren werd beoefend. In deze tijd werden verbeterde, samengestelde bogen geïntroduceerd.
In het kunstsnijwerk maakten de gebogen lijndecoraties van de Oude Beringzeecultuur plaats voor meer geometrische vormen. Er vormde zich een meer gestileerde en vereenvoudigde stijl. Voor de bewerking gebruikte men ijzeren gereedschappen, waarschijnlijk verkregen via handel met Siberië. Een ander teken van toenemende contacten was het verschijnen van oorlogsuitrustingen, zoals de vondst van uit Azië afkomstige benen platen voor bepantsering.